# David D. Friedman

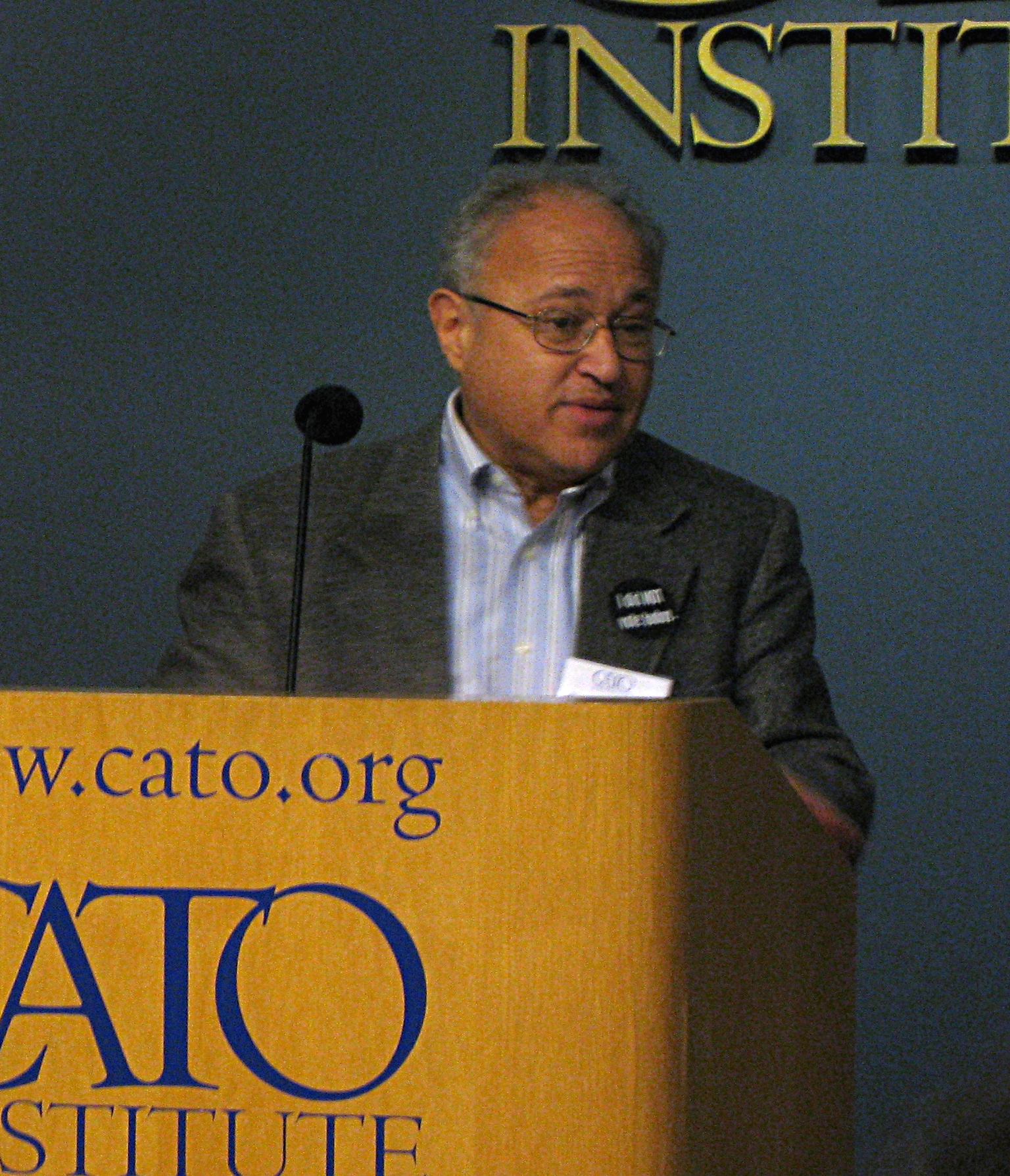
David D. Friedman bei einer Besprechung seines Buches Future Imperfect

David D. Friedman (* 12. Februar 1945) ist ein US-amerikanischer Rechtswissenschaftler, Professor für Rechtswissenschaft an der Santa Clara University School of Law und Vertreter des Anarchokapitalismus. Er ist der Sohn des Wirtschaftsnobelpreisträgers Milton Friedman (1912–2006) und von Rose Friedman (1911–2009). Er ist der Vater von Patri Friedman (* 1976).

## Leben
Friedman studierte zunächst Chemie und Physik an der Harvard University (Bachelor 1965), dann Physik an der University of Chicago (Master 1967, Ph. D. 1971).
Seine erste Stelle als Post-Doc  hatte Friedman an der Columbia University, anschließend an der University of Pennsylvania. Seine erste Professur führte ihn 1976 an das Virginia Polytechnic Institute. Von 1980 bis 1993 war er Professor an der University of California, Los Angeles und von 1983 bis 1986 an der Tulane University. Gastprofessuren und Forschungstätigkeiten führten Friedman an die University of California, Irvine, die Cornell University und die University of Chicago. Seit 1995 ist er Professor für Rechtswissenschaften an der kalifornischen Santa Clara University.
Friedman geht in seinen Forderungen nach einem Rückzug des Staates aus der wirtschaftlichen Ordnung und dem gesellschaftlichen Leben deutlich über die liberalen Theorien seines Vaters hinaus.
Zitat aus Price Theory:

„Alles was Regierungen tun, kann man in zwei Kategorien einordnen: in Aufgaben, die man ihnen schon heute wegnehmen kann, und Aufgaben, von denen wir hoffen, sie ihnen morgen schon wegnehmen zu können.“

Er ist einer der bedeutendsten Vordenker des Anarchokapitalismus, Atheist und ein Befürworter der Kryptowährung Bitcoin.

## Werke

### Sachwerke
- A Miscellany (2011 10. Auflage, 1988 1. Auflage), mit Elizabeth Cook, ISBN 1463789327
- The Machinery of Freedom (1971), ISBN 0812690699, deutsch: Das Räderwerk der Freiheit, ISBN 3833005297
- Price Theory (1986)
- Hidden Order: The Economics of Everyday Life (1996), ISBN 0887308856, deutsch: „Der ökonomische Code: Wie wirtschaftliches Denken unser Handeln bestimmt“, ISBN 3-8218-0810-1
- Law's Order: What Economics Has to Do with Law and Why It Matters. Princeton University Press, 2000. ISBN 0691010161.
- The Case for Privacy in: Contemporary Debates in Applied Ethics (2005), Wiley-Blackwell, ISBN 1405115483
- Future Imperfect: Technology and Freedom in an Uncertain World (2008), ISBN 0521877326
- Legal Systems Very Different from Ours (2019), ISBN 1793386722

### Belletristik
- Harald, 2006 (auch als kostenloses Hörbuch), ISBN 1416520562.
- Salamander, 2011, ISBN 1470084376.